# Коваленко, Вячеслав Михайлович
Вячесла́в Миха́йлович Ковале́нко (1908, Санкт-Петербург — 1966, Ленинград) — советский фотограф-художник, артист эстрады, театральный деятель. Получил известность авангардного фотографа-художника 50 лет спустя после смерти. В феврале-мае 2016 г. в Государственном Русском музее (в рамках III Фотобиеннале историко-архивной фотографии из российских музеев и частных коллекций) его работы показал коллекционер, журналист Артём Анатольевич Классен. Он же стал первым биографом и исследователем творчества Коваленко. В ноябре 2021 г. вышла в свет книга-альбом «ВЯЧЕСЛАВ КОВАЛЕНКО. Ленинградский фотоавангард 1920 – 1930-х» - https://theatremuseum.ru/event/vyacheslav_kovalenko Архивная копия от 20 декабря 2021 на Wayback Machine, наиболее полно представляющая биографию фотографа-художника, а также его фотографическое наследие.

## Биография
Родился в 1908 году в Петербурге. Его отец, Михаил Григорьевич Коваленко, получивший высшее техническое образование, после командировки в Германию увлёкся цирковым искусством. В начале XX столетия с собственноручно поставленными номерами выступил в Императорском дворце в Царском Селе, перед Августейшими особами, за что был удостоен Высочайшей Благодарности. После революции семья осталась в России.
В 1920-е гг. В. М. Коваленко учился у Г. М. Козинцева и Л. З. Трауберга на Фабрике эксцентрического актёра (ФЭКС). В 1930-е годы всё больше времени уделял театральной деятельности и постепенно отошёл от фотографии. Вероятно, расцвет фотографического творчества В. М. Коваленко пришёлся на 1925—1932 годы. Перестал заниматься фотографией перед Великой Отечественной войной и в дальнейшем больше не обращался к этому виду искусства.
В 1931 г. служил в Красной Армии. В этот период появилась серия снимков армейского быта. В 1933—1940 годы служил в Новом театре.
В 1940—1950-е годы — театральный художник: оформил ряд спектаклей, служил заведующим художественно-постановочной частью Театра Краснознамённого Балтийского флота, работал в Ленгосэстраде (актёром, создавшим с небольшой труппой несколько эстрадных спектаклей, затем сценографом). С конца 1950-х по 1961 год заведовал художественно-постановочной частью Кировского театра. Уход В. М. Коваленко из театра был связан с невозвращением Рудольфа Нуриева в СССР с гастролей в Париже. В последующем до конца жизни работал в Ленконцерте заместителем директора по художественно-постановочной части.
Похоронен на Богословском кладбище Санкт-Петербурга.

### Семья
Жена — Софья  Борисовна Прусиновская (1910 - 2005), актриса.

## Награды
- Орден Красной Звезды (20.11.1942)[7]